# Sonda di Cantor
La sonda di Cantor è una sonda enterale, lunga circa 320 cm, a lume singolo, utilizzata per la decompressione intestinale. È simile alla sonda di Miller-Abbott, dalla quale differisce perché non presenta un palloncino che deve essere gonfiato dopo l'inserimento, ma una sacca non comunicante con il lume del sondino, piena di mercurio fissata sulla punta o estremità distale della sonda. Il peso del mercurio aiuta la sonda a oltrepassare il piloro e giungere in duodeno. La presenza di punta appesantita e la naturale peristalsi facilitano il posizionamento della sonda nell'intestino.